# Krivi Vrh
Krivi Vrh este o localitate din comuna Sveta Ana, Slovenia, cu o populație de 125 de locuitori.